# Thiên văn học nghiệp dư

Các nhà thiên văn nghiệp dư đang ngắm bầu trời trong thời gian diễn ra mưa sao băng Perseid

Thiên văn nghiệp dư là một sở thích của những người đam mê quan sát bầu trời, họ có thể quan sát các thiên thể bằng mắt thường, ống nhòm hoặc kính thiên văn. Dù việc nghiên cứu khoa học không phải mục đích chính của họ, nhiều nhà thiên văn đã có những đóng góp cho thiên văn bằng việc quan sát các sao biến quang, theo dõi các thiên thạch và khám phá các vật thế thoáng xuất hiện như sao chổi hoặc tân tinh.
Nhà thiên văn nghiệp dư điển hình không phụ thuộc vào lĩnh vực thiên văn như là nguồn thu nhập chính hoặc hỗ trợ cho họ. Họ không có trình độ chuyên nghiệp hay không được đào tạo toàn diện về lĩnh vực thiên văn học. Nhiều nhà thiên văn nghiệp dư chỉ là những người mới bắt đầu hay người có sở thích, trong khi số khác có nhiều kinh nghiệm về thiên văn và thường hỗ trợ, cộng tác với các nhà thiên văn chuyên nghiệp.
Thiên văn học nghiệp dư thường là công việc ngắm trên bầu trời đêm khi hầu hết các thiên thể và các sự kiện có thể nhìn thấy, nhưng đôi khi các nhà thiên văn nghiệp dư cũng hoạt động ban ngày với các sự kiện như vết đen mặt trời và nhật thực. Nhiều nhà thiên văn học nghiệp dư thường quan sát bầu trời mà không sử dụng thêm gì ngoài đôi mắt của họ, nhưng các công cụ phổ biến cho thiên văn học nghiệp dư bao gồm các kính thiên văn và ống nhòm cầm tay.
Con người đã nghiên cứu bầu trời trong suốt lịch sử bắt đầu từ khuôn khổ nghiệp dư mà không có bất kỳ quỹ tài trợ chính thức nào cả. Tuy nhiên, chỉ trong vòng khoảng một thế kỷ qua, thiên văn học nghiệp dư đã trở thành một hoạt động phân biệt rõ ràng với thiên văn học chuyên nghiệp, và các hoạt động liên quan khác.

## Các đối tượng quan sát
Nói chung, các nhà thiên văn nghiệp dư quan sát nhiều loại thiên thể và hiện tượng trong vũ trụ. Đối tượng quan sát chung của các nhà thiên văn nghiệp dư gồm có Mặt trăng, các hành tinh, ngôi sao, sao chổi, mưa sao băng, và một loạt các thiên thể nằm sâu trong vũ trụ như cụm sao, các thiên hà và tinh vân. Nhiều người nghiệp dư muốn chuyên quan sát các đối tượng cụ thể, các nhóm đối tượng, hoặc các loại sự kiện mà họ quan tâm. Một nhánh của thiên văn học nghiệp dư, nhiếp ảnh thiên văn nghiệp dư (astrophotography amateur), liên quan đến việc chụp ảnh bầu trời đêm. Nhiếp ảnh thiên văn đã trở nên phổ biến hơn với sự ra đời của các thiết bị dễ dàng sử dụng hơn với chất lượng tốt nhưng không quá đắt đỏ như máy ảnh kỹ thuật số, máy ảnh DSLR và máy ảnh CCD chất lượng cao được sử dụng với mục đích tương đối phức tạp.
Hầu hết các nhà thiên văn học nghiệp dư làm việc ở bước sóng nhìn thấy được, nhưng vẫn có một số ít thí nghiệm với các bước sóng bên ngoài quang phổ nhìn thấy được. Một người tiên phong trong lĩnh vực thiên văn vô tuyến là Grote Reber, một nhà thiên văn học nghiệp dư người đã xây dựng các kính thiên văn vô tuyến đầu tiên vào cuối thập niên 1930 và mở đường cho nhà vật lý Karl Jansky phát hiện ra sóng vô tuyến phát từ không gian vũ trụ. Thiên văn học nghiệp dư quan sát các vật thể nằm ngoài miền nhìn thấy được bao gồm việc sử dụng các bộ lọc hồng ngoại trên kính thiên văn thông thường, và cả việc sử dụng kính thiên văn vô tuyến. Một số nhà thiên văn học nghiệp dư sử dụng kính thiên văn vô tuyến tự làm, trong khi những người khác sử dụng kính thiên văn vô tuyến mà ban đầu được xây dựng để nghiên cứu thiên văn học nhưng sau đó công chúng đã được phép sử dụng chúng. Kính thiên văn One-Mile là một ví dụ như thế.

## Cộng đồng và tổ chức
Có một số lượng lớn các cộng đồng thiên văn nghiệp dư trên khắp thế giới phục vụ cho sự giao lưu, gặp gỡ giữa những người quan tâm đến thiên văn nghiệp dư hay là thích quan sát bầu trời.
Tại Việt Nam trong những năm gần đây giới trẻ cũng rất quan tâm đến thiên văn học, do đó đã có nhiều tổ chức, cộng đồng, câu lạc bộ thiên văn ra đời. Trong đó có một số cái tên nổi bật như:
- Hội thiên văn học trẻ Việt Nam (VACA).
- Hội Thiên Văn Nghiệp Dư Hà Nội (HAS).
- CLB Thiên văn nghiệp dư TP Hồ Chí Minh (HAAC).
- CLB Thiên văn học Đà Nẵng (DAC).

## Một số nhà thiên văn nghiệp dư nổi tiếng
- George Alcock, khám phá ra một số sao chổi và tân tinh
- Thomas Bopp, đồng khám phá ra sao chổi Hale-Bopp năm 1995 với Alan Hale.
- Robert Burnham, Jr. (1931–1993), tác giả cuốn Celestial Handbook.
- Andrew Ainslie Common (1841–1903), tự xây dựng các kính thiên văn cá nhân lớn vàc chứng minh nhiếp ảnh thiên văn có thể ghi lại những điều không thể thấy được bằng mắt thường.
- Robert E. Cox (1917–1989), người quản lý mục "Gleanings for ATMs" trong tạp chí Sky and Telescope 21 năm.
- John Dobson (1915–2014), sáng tạo ra kính thiên văn  Dobsonian- một thiết kế đơn giả hóa kính thiên văn phản xạ Newton.
- Robert Owen Evans là chủ tịch của Uniting Church in Australia và là một nhà thiên văn nghiệp dư người giữ nhiều kỉ lục trong khám phá siêu tân tinh.
- Clinton B. Ford (1913–1992), đóng góp trong quan sát sao biến quang.
- John Ellard Gore (1845–1910), đóng góp trong quan sát sao biến quang.
- Edward Halbach (1909-2011), đóng góp trong quan sát sao biến quang.
- Will Hay, diễn viên nổi tiếng, người khám phá vết đốm trắng trên Sao Thổ
- Walter Scott Houston (1912–1993)tác giả của "Deep-Sky Wonders", một mục trong tạp chí Sky & Telescope gần 50 năm.
- Albert G. Ingalls (1888–1958), tác giả của Amateur Telescope Making, tập 1-3 và cuốn "The Amateur Scientist".
- David H. Levy khám phá hoặc đồng khám phá 22 sao chổi trong đó có sao chổi Shoemaker-Levy 9, một thành tích đáng nể cho một cá nhân.
- Terry Lovejoy khám phá 5 sao chổi trong thế kỉ 21 và phát triển những sự cải tiến cho cameras DSLR trong nhiếp ảnh thiên văn.
- Sir Patrick Moore (1923–2012),người giới thiệu lâu năm trong chương trình The Sky at Night của đài BBC và là tác giả của nhiều sách thiên văn học.
- Leslie Peltier (1900–1980), một nhà tìm kiếm sao chổi thành công và cũng là một nhà quan sát sao biến quang nổi tiếng.
- John M. Pierce (1886–1958) là một trong những nhà thành lập của Springfield Telescope Makers.
- Tim Puckett, nhà khảo sát chính của Puckett Observatory World Supernova Search team, nơi đã khám phá trên 200 siêu tân tinh từ năm 1998.
- Russell W. Porter (1871–1949) thành lập Stellafane, một trong những nhà sáng lập của việc chế tạo kính thiên văn nghiệp dư.
- Isaac Roberts (1829–1904), có những kinh nghiệm sớm trong ngành thiên văn nhiếp ảnh.
- Grote Reber (1911–2002), người tiên phong của thiên văn vô tuyến, xây dựng những kính thiên văn vô tuyến đầu tiên và điều hành chương trình nghiên cứu bầu trời bằng tân số sóng radio đầu tiên.